# Nefrectomia
Una nefrectomia és l'extirpació quirúrgica d'un ronyó, realitzada per tractar una sèrie de malalties renals, inclòs el càncer de ronyó. També es fa per extreure un ronyó normal sa d'un donant viu o mort, que forma part d'un procediment de trasplantament de ronyó.